# École de Chicago (économie)
Pour l’article homonyme, voir École de Chicago.
L'école de Chicago est une école de pensée économique qui s'inscrit dans le cadre du libéralisme économique et est étroitement liée à l'école monétariste. Généralement associée à la théorie néoclassique des prix et au libre marché, cette école a joué un rôle majeur dans le développement de thèses opposées au keynésianisme. Son nom vient du département d'économie de l'université de Chicago dont la majorité des professeurs et élèves se rattachent à cette école de pensée.
L'école de Chicago est symbolisée pour le grand public par la figure de Milton Friedman et, dans une moindre mesure, par celles de George Stigler et de Gary Becker. Elle a exercé une influence importante et durable sur la science économique en général.

## Histoire

### Origines (années 1930)
L'École de Chicago est fortement influencée par un groupe d'économistes réunis autour de Frank Knight à l'université de Chicago dans les années 1930, notamment Jacob Viner (dont l'insistance sur la théorie marshallienne des prix sera reprise par l'École) et Henry Simons (un ami de Friedrich Hayek qu'il essaye de faire venir à Chicago). Ils défendent le laissez-faire mais n'ont pas encore la méthodologie de la future École de Chicago, méthodologie que certains critiquèrent d'ailleurs plus tard.

### Incubation (1940-1965)
La période de l'immédiat après-guerre est une période d'« incubation » cruciale dans le succès ultérieure de l'École. C'est à ce moment qu'un groupe d'économistes définit une approche méthodologique et des objectifs théoriques clairs et met en place des structures institutionnelles et la pédagogie qui feront sa réussite.

## Contenu

### Approches théorique et méthodologique
La théorie marshallienne des prix est centrale pour l'école de Chicago, tout comme l'économétrie. Influencée par les travaux du MIT et de la Cowles Commission (deux des membres illustres de cette dernière, Jacob Marschak et Tjalling Koopmans, donnaient parfois des cours à Chicago), elle s'en distingue en adoptant une approche moins abstraite et plus pragmatique. Plutôt que répondre à de grandes questions théoriques (comme le font par exemple Kenneth Arrow et Gérard Debreu à la Cowles), elle essaye de résoudre des énigmes concrètes à l'aide de raisonnements néoclassiques mais qui doivent nécessairement être « testés » par des analyses statistiques,.
On peut distinguer deux textes incontournables pour comprendre cette méthodologie. Dans « The methodology of positive economics », Milton Friedman explique comment la politique économique peut être éclairée par l'usage de quelques modèles théoriques simples liés à des investigations « empiriques », c'est-à-dire statistiques. Dans « De gustibus non est disputandum », George Stigler et Gary Becker avancent que, pour pouvoir faire de la science économique, on doit supposer que les préférences des agents sont universelles. En plus de ces deux textes, on peut ajouter quelques autres textes « canoniques » d'Alfred Marshall, Frank Knight, Jacob Viner, Milton Friedman, George Stigler, Henry Simons, Armen Alchian ou encore Deirdre McCloskey (bien qu'une partie de ces auteurs n'appartiennent pas à l'École de Chicago).

### Théories célèbres

#### Macroéconomie
Dans les premières années, Milton Friedman s'oppose aux keynésiens et développe le monétarisme qui s'appuie sur une théorie quantitative de la monnaie. Avec Anna Schwartz, s'inspirant de Wesley Mitchell et des économistes de Chicago de l'entre-deux-guerre, ils écrivent le célèbre A Monetary History of the United States publié en 1963.
Depuis les années 1970 et 1980, l'École est aussi associée à la théorie des real business cycles et aux anticipations rationnelles[réf. nécessaire].

#### Économie de la concurrence
George Stigler développe l'économie industrielle et montre dans quelles conditions théoriques une situation de monopole peut néanmoins être optimale (du point de vue du pouvoir d'achat), ouvrant ainsi la voie à une critique de la législation antitrusts[réf. nécessaire]. Lui et Claire Friedland mènent des travaux statistiques pour examiner les effets de la réglementation de l'industrie.

#### Law and economics
L'École de Chicago, grâce à des chercheurs de la Law School de l'université, lance le courant « law and economics » qui consiste, entre autres, à étudier les effets du droit sur les incitations économiques. Y participent des savants comme Ronald Coase, Gary Becker ou Richard Posner, repris par Stigler.

#### Théorie du capital humain
À la fin des années 1950, des économistes de Chicago menés par Théodore Schultz puis les jeunes économistes Jacob Mincer et Gary Becker mettent au point la théorie du capital humain.

#### Théorie financière
Eugène Fama avance l'hypothèse d'efficience des marchés financiers[réf. nécessaire].

#### Économie du travail
En 1946, une célèbre controverse implique Stigler – qui défend la pertinence de la théorie marshallienne des prix pour analyser le « marché » du travail – et l'institutionnaliste Richard Lester – qui soutient que les pratiques réelles des employeurs sont trop éloignées de ce modèle théorique. Toutefois, l'économie du travail de Chicago ne prend son envol qu'une décennie plus tard grâce à H. Gregg Lewis qui forme une génération d'économistes du travail qui auront des carrières prestigieuses comme James Heckman.

## Critiques

### Critiques régulationnistes
Certains économistes hétérodoxes, comme les tenants de l'école de la régulation, contestent l'efficience des marchés défendue par l'école de Chicago.

### Critiques libérales
Friedrich von Hayek est critique de la solution proposée de rendre indépendante la banque centrale : les banques centrales, aussi rigoristes soient-elles, finiront par instrumentaliser la monnaie face aux crises économiques pour appliquer des politiques monétaires de relance, or selon Hayek ces politiques de relance sont condamnés à provoquer des crises. Il faut au contraire supprimer les banques centrales et mettre en place un système de banque libre.

### Critiques politiques
L'école de Chicago est souvent critiquée pour son soutien à des politiques de libéralisation, quelle que soit la nature du gouvernement[réf. nécessaire]. Par exemple, le département économique de l'université de Chicago a formé de nombreux conseillers en économie latino-américains, dont les plus célèbres, les Chicago Boys, qui avaient mis en place les politiques économiques chiliennes pendant la dictature d'Augusto Pinochet.

## Membres connus
Sont notamment rattachés :
- Milton Friedman, « prix Nobel » d'économie[14] 1976 ;
- George Stigler, « Prix Nobel » d'économie 1982 ;
- Frank Knight ;
- Thomas Sowell ;
- Richard Posner ;
- Gary Stanley Becker, « Prix Nobel » d'économie 1992 ;
- Ronald Coase, « Prix Nobel » d'économie 1991 ;
- Robert E. Lucas, « Prix Nobel » d'économie 1995.